# Hoploclonia

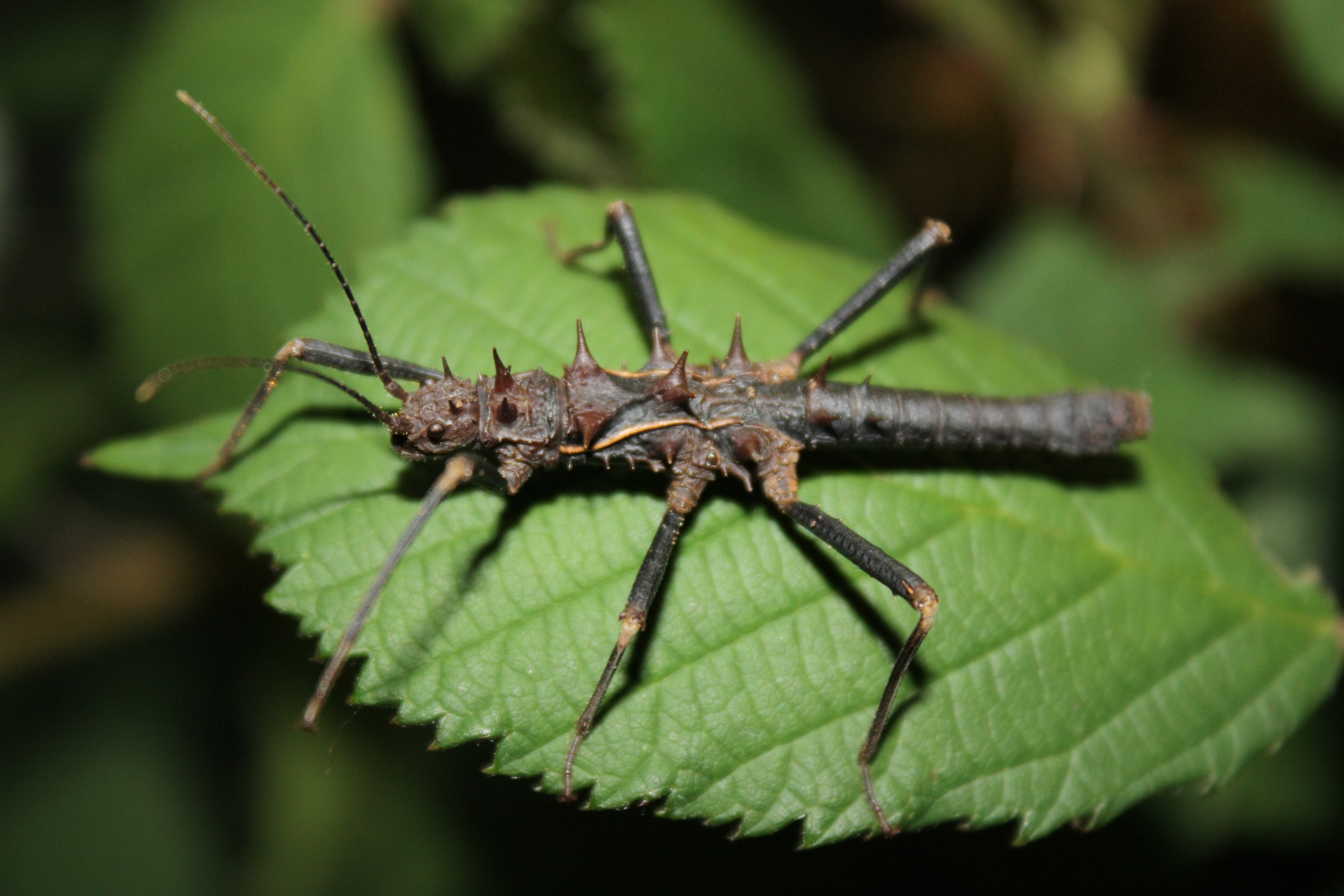
Hoploclonia abercrombiei, Männchen

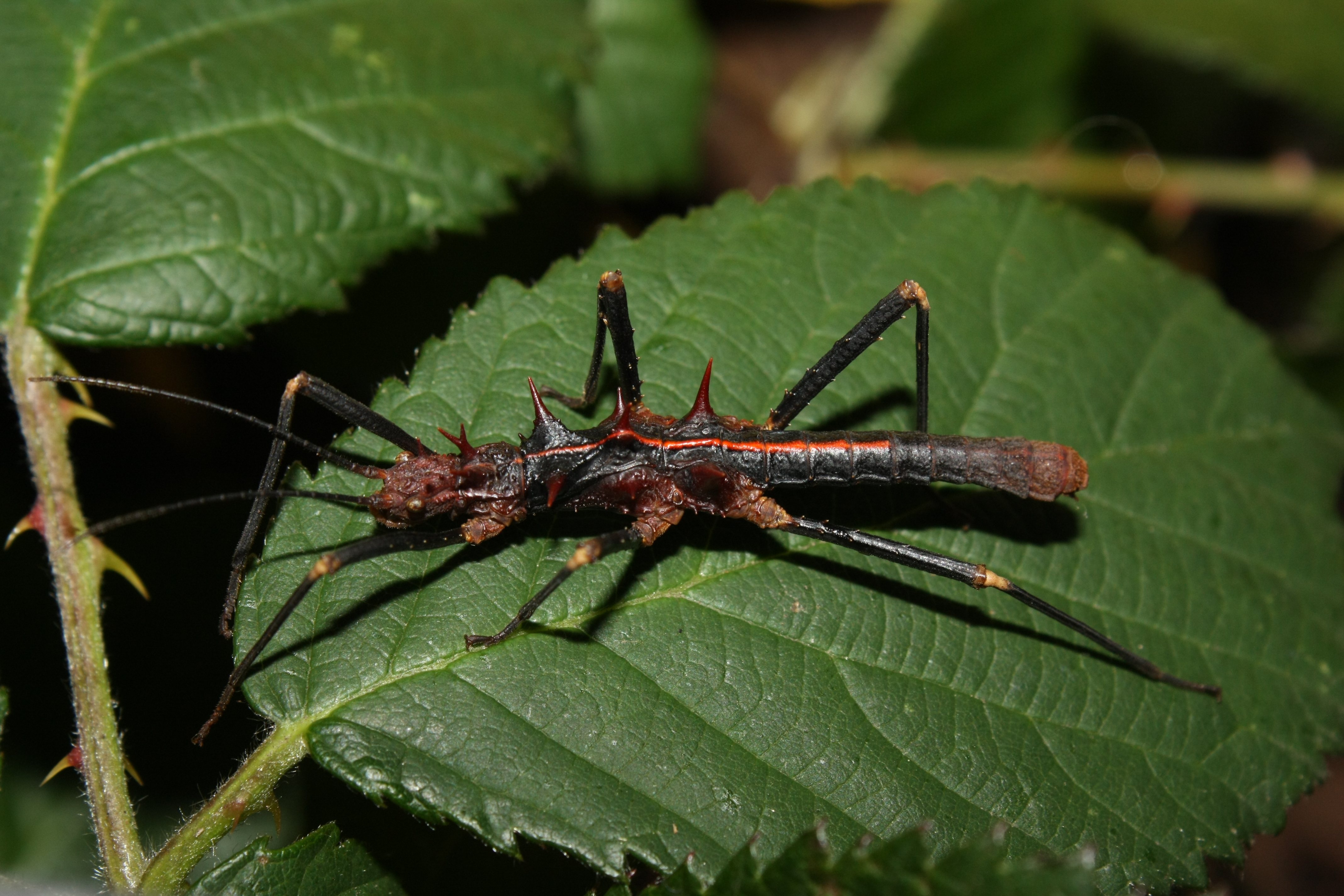
Hoploclonia gecko, Männchen

Die auf Borneo beheimatete Gattung Hoploclonia ist die einzige der Tribus Hoplocloniini und vereint relativ kleine und dunkel gefärbte Gespenstschrecken-Arten.

## Merkmale
Die Vertreter dieser Gattung sind mit 35 bis 40 Millimetern im männlichen und 45 bis 55 Millimetern im weiblichen Geschlecht durchweg sehr klein. Beide Geschlechter sind stets flügellos und sehr dornig. Die Dornen bilden auf dem Mesothorax ein charakteristisches Dreieck. Vorne entstehen zwei Eckpunkte durch ein Paar weit auseinanderstehender und bei den Weibchen sehr flacher Dornen. Während diese vorne quer zur Körperachse zusammenlaufen und somit eine Seite des Dreiecks bilden, entsteht der dritte Eckpunkt sowie die beiden anderen Seiten durch die nach hinten flach auslaufenden Dornenränder. In diesem Bereich tragen die Männchen noch ein deutliches, sehr dicht stehendes Dornenpaar. Bei ihnen dominieren dunkelbraune, fast schwarze Töne, die von gelborangen artspezifischen Zeichnungen ergänzt werden. Die meist helleren Weibchen sind weniger stachlig und wesentlich farbvariabler. Ihre Grundfarbe kann von Hellbraun über Rotbraun bis Dunkelbraun variieren. Wie für die Vertreter der Obriminae typisch, haben sie am Ende des Hinterleibs (Abdomen) einen eher kurzen Legestachel zur Eiablage im Boden. Dieser umgibt den eigentlichen Ovipositor und wird als sekundärer Ovipositor bezeichnet. Er wird ventral aus dem achten Sternit gebildet, hier Subgenitalplatte oder Operculum genannt. Dorsal wird er nicht wie bei den Vertretern der Heteropteryginae und Obrimini aus dem elften Tergum (Epiprokt) gebildet, sondern aus dem zehnten Tergum. Diese Merkmal gilt als autapomorph für die Tribus Hoplocloniini.

## Lebensweise und Fortpflanzung
Die nachtaktiven Tiere verstecken sich tagsüber am Boden oder in niedriger Vegetation. Auch nachts klettern sie zur Nahrungsaufnahme nicht besonders hoch. Die Eier werden von den Weibchen mit dem Legestachel in den Boden abgelegt. Sie sind 3,5 bis 4,0 Millimeter lang und 2,5 bis 3,0 Millimeter breit und haben einen bauchig vorgewölbten dorsalen Bereich, sowie einen schräg zur ventralen Seite hin abfallenden Deckel (Siehe auch Bau des Phasmideneies). Die Nymphen schlüpfen nach 3 bis 8 Monaten und benötigen mehr als ein halbes Jahr um adult zu werden.

## Systematik

### Äußere Systematik
Die Gattung wird der Unterfamilie Obriminae zugerechnet, wo sie seit 2004 in der Tribus Eubulidini geführt wurde. Seitdem diese 2016 eingezogen wurde, wurde sie in der Tribus Tisamenini geführt. Nachdem diese 2021 ebenfalls mit den Obrimini synonymisiert worden ist, wurde der Gattung unter anderem aufgrund ihrer bereits erwähnten Ausnahme bezüglich der Morphologie des sekundären Ovipositors eine eigene Tribus zugestanden. Da dieser Legestachel bei den Obrimini und den Heteropteryginae dorsal aus dem elften Tergum gebildet wird, bei Hoploclonia dagegen aus dem zehnten Tergum, muss sich dieser dreimal unabhängig innerhalb der Heteropterygidae entwickelt haben. Diese Besonderheit der Gattung Hoploclonia ist bereits 1906 beschrieben worden. Jüngere DNA-Sequenzanalyse bestätigen die phylogenetische Sonderstellung der Gattung innerhalb der Unterfamilie.

### Innere Systematik

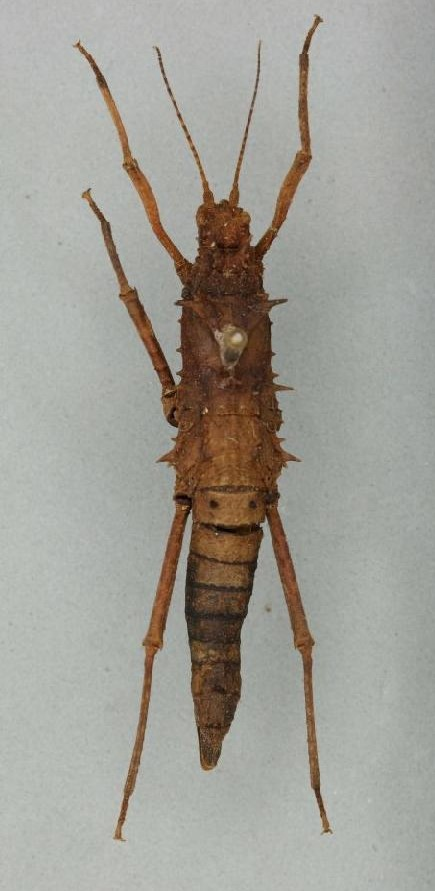
Weibchen einer von Bragg als Hoploclonia apiensis beschrieben Art, die seit 2016 mit H. cuspidata synonymisiert ist

Im Jahr 1875 errichtete Carl Stål die Gattung Hoploclonia. In diese stellte er eine bereits 1859 von John Obadiah Westwood als Acanthoderus gecko beschriebene Art, die damit zur Typusart der Gattung wurde. Josef Redtenbacher beschrieb 1906 mit Hoploclonia cuspidata eine zweite Art anhand eines Weibchens. In derselben Arbeit beschrieb er das Männchen dieser Art als Dares haematacanthus.
James Abram Garfield Rehn und John W. H. Rehn beschrieben 1939 acht weitere Hoploclonia-Arten und ordneten einige Tisamenus-Arten der Gattung Hoploclonia zu. Sämtliche neu zugeordnete und neu beschriebene Arten erwiesen sich jedoch später als Vertreter der Gattung Tisamenus. Erst Philip Bragg fand 1994 zwei weitere Hoploclonia-Arten, die er 1995 als Hoploclonia abercrombiei und Hoploclonia apiensis beschrieb. Außerdem erwähnt er zwei nicht zuzuordnende Männchen, welche er 1995 fand. Ein Tier wurde außerhalb der Größen Niah-Höhle in Sarawak gefunden. Es ähnelt in den Proportionen und der Bestachelung der dort ebenfalls heimischen Hoploclonia abercrombiei, hat aber auf dem Pronotum Stacheln, die denen von Hoploclonia gecko gleichen. Außerdem hat es einen einzelnen Stachel auf der linken Seite des vierten Abdominalsegments, wo sonst nur Hoploclonia cuspidata ein vollständiges Stachelpaar besitzt. Bragg hält es für eine Variation von Hoploclonia abercrombiei oder möglicherweise einen Hybriden. Beim zweiten Tier handelt es sich um eine männliche Nymphe, die auf dem zweiten Abdominalsegment ein Paar Stacheln hat, damit also mehr als Hoploclonia gecko, aber weniger als die anderen beiden Arten.
Im Jahr 2016 synonymisierte Francis Seow-Choen sowohl Hoploclonia apiensis als auch Hoploclonia abercrombiei mit Hoploclonia cuspidata und errichtete zu dieser Art eine zweite davon unabhängige Unterart. Zur Begründung der Synonymisierung wird vor allem auf die Variabilität der Stacheln, hier vor allem die auf dem Abdomen, hingewiesen, die die Acanthotaxie (taxonomische Abgrenzung anhand der Stacheln) als Artmerkmal ungeeignet erscheinen lässt. Bereits 2018 bewiesen Robertson et al., dass Hoploclonia abercrombiei eine eigenständige Art ist. Sarah Banks et al. zeigen in ihren auf Genanalysen basierenden Untersuchungen, dass es noch eine vierte, noch unbeschriebene Art gibt, welche am Mount Pagon in Brunei gefunden worden war.
Gültige und beschriebene Arten sind:
- Hoploclonia abercrombiei Bragg, 1995 (Männchen mit zwei geschwungenen gelben Randstreifen auf dem Thorax und zwei Paar Stacheln auf dem vorderen Abdomen)
- Hoploclonia cuspidata Redtenbacher, 1906 (Männchen nur im Hüft- und Kniebereich gelblich und mit drei Paar Stracheln auf dem vorderen Abdomen)
- Hoploclonia gecko (Westwood, 1859) (Männchen mit gelborangem bis rotem Längsstich und ohne Stacheln auf dem vorderen Abdomen)

## Terraristik
Alle drei bisher beschriebenen und gültigen Arten sind oder waren in den Terrarien der Liebhaber präsent. Als erste Art wurde 1987 Hoploclonia gecko von Philip Bragg eingeführt, die von der Phasmid Study Group mit der PSG-Nummer 110 versehen wurde. Ebenfalls von Bragg und Ian Abercrombie wurde 1994 eine später von Bragg als Hoploclonia abercrombiei beschriebene Art importiert. Für diese wurde die PSG-Nummer 165 vergeben. Unter der PSG-Nummer 199 findet sich die 1994 von Ian Abercrombie eingeführte Hoploclonia cuspidata.

Alle Arten benötigen nur kleine Terrarien mit hoher Luftfeuchtigkeit und Bodengrund zur Eiablage. Sie sind leicht mit Laub von Brombeeren oder Eichen zu ernähren, gelten aber als schwer halten beziehungsweise zu vermehren.